# Phaea rufiventris
Phaea rufiventris es una especie de escarabajo longicornio del género Phaea, tribu Tetraopini, subfamilia Lamiinae. Fue descrita científicamente por Bates en 1872.

## Descripción
Mide 8-16 milímetros de longitud.

## Distribución
Se distribuye por México.